# Harold (vikingo)
Harold (Latín: Hagroldus, también Harald de Bayeux) fue un caudillo vikingo, un señor de la guerra, defensor del enclave de Bayeux durante los acontecimientos posteriores tras el asesinato de Guillermo I de Normandía en 942 y que aparece en diversas crónicas contemporáneas como protagonista de los conflictos entre las facciones opuestas de los herederos del imperio carolingio. El ataque de Hugo el Grande conde de los francos, a la fortaleza de Bayeux, fue debido a la caída (momentánea) de Caen en manos de Luis de Ultramar, oponente del conde Hugo y el conde se vio envalentonado para acabar con la amenaza normanda. Flodoardo de Reims le menciona brevemente en sus anales, como se cita para el año 945 [944]:
«el hombre del norte Harold, quien está al cargo de Bayeux» (latín: Hagroldus Nordmannus, qui Baiocis pracerat.).
Su figura histórica también aparece en las Crónicas de San Columba, en las Crónicas de Saint Pierre of Sens, en los Annales de Saint-Quentin y en los Annales Dorenses. Las fuentes mencionan que tras el asedio de Bayeux, Harold se alió con el mismo conde de los francos, pero todo indica que fue de forma voluntaria y no a raíz de un presunto triunfo militar. De hecho, los historiadores coinciden, y de las diferentes citas se desprende, que Harold no estaba sometido a la autoridad de los jarls de Rouen y tampoco de los francos, y que protegía y gobernaba su territorio de forma independiente.